# Halesia
Genre
Classification APG III (2009)
Halesia est un genre de plantes à fleurs de la famille des Styracaceae.

## Liste d'espèces
Selon [réf. nécessaire] :
- Halesia carolina
- Halesia diptera
- Halesia macgregorii
- Halesia monticola
- Halesia parviflora
- Halesia tetraptera

Selon NCBI (3 mai 2016) :
- Halesia carolina
- Halesia diptera
- Halesia macgregori
- Halesia tetraptera

Selon ITIS (3 mai 2016) :
- Halesia carolina L.
- Halesia diptera Ellis